# 陈荩民

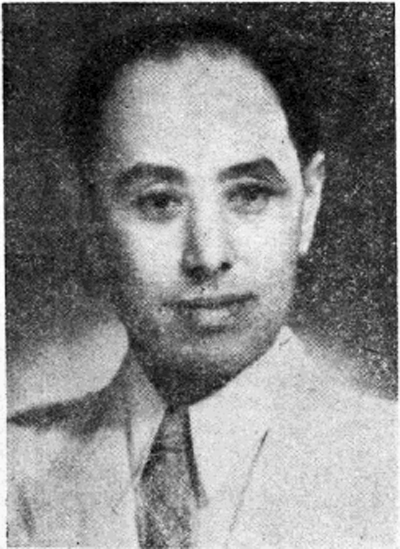

陳藎民（1895年—1981年3月7日），原名陈宏勋，浙江省天台县城关人，五四运动学生领袖，中国数学家、教育家。

## 生平

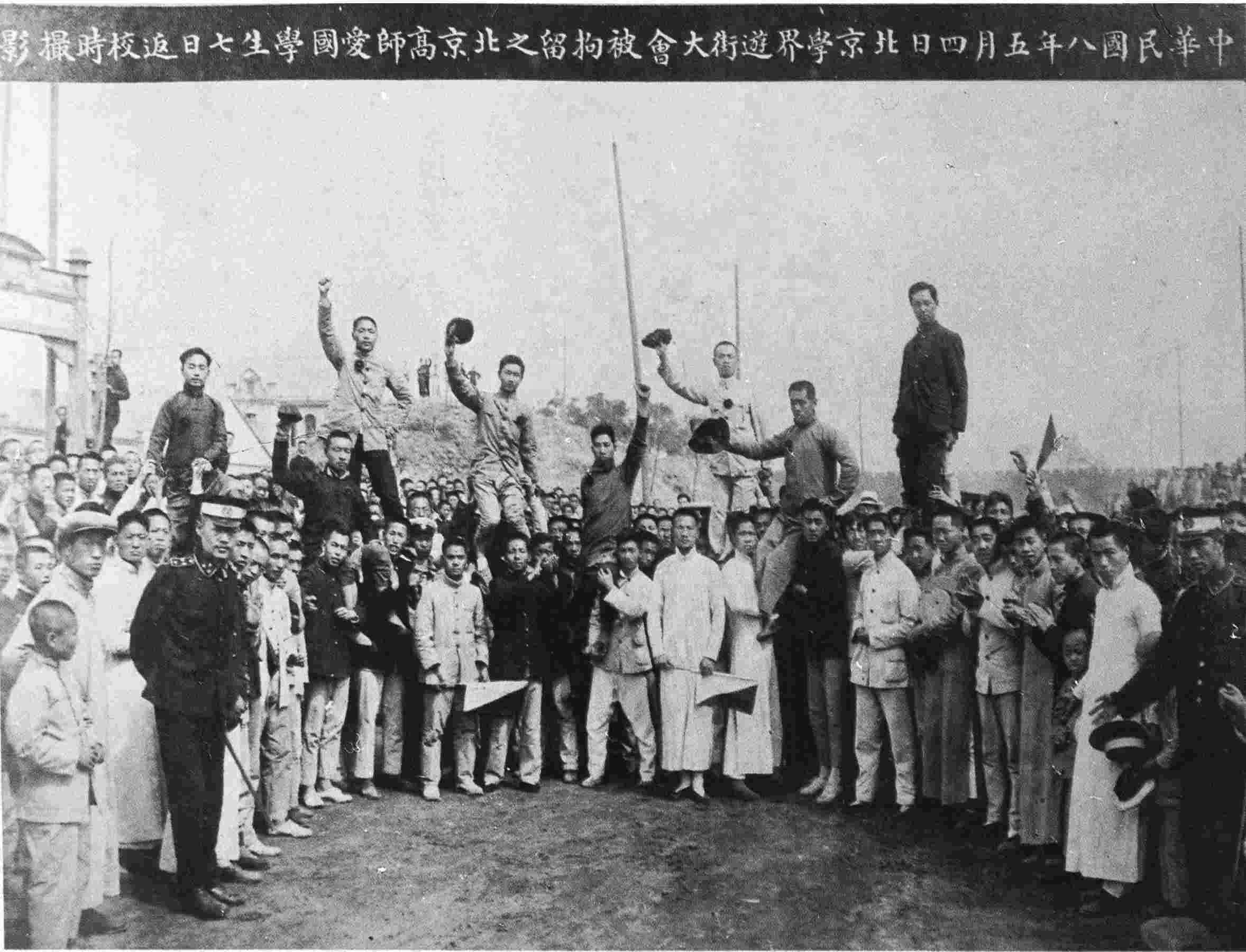
中华民国八年五月四日北京学界游街大会被拘留之北京高师爱国学生七日返校时摄影

1915年，陈荩民毕业于天台中学。1916年考入北京高等师范学校数学系。在校期间，他曾任该校学生自治会评议员、《国民》杂志社评议员， 并发起成立了“工学会”。
1919年5月4日，五四运动爆发，在火烧赵家楼中，陈荩民、匡互生等学生冲入曹汝霖家院子，打开大门。后来他和其他31名学生被军警逮捕。5月7日，北京政府被迫将他们释放。北京高等师范学校被捕的8位同学回到校门口，被欢迎的同学戴上了大红花并抬起留影。同日，他代表北京高等师范学校参加了北京各界抵制日货委员会成立大会，当选全国各界抵制日货联合会主席。此后，他同各校的同学南下进行宣传，推动了五四运动在全国的兴起。
1921年，陈荩民赴法国里昂中法大学留学。在校期间，他得知中法教育会中方秘书长褚民谊克扣并盗用公款，购买一架钢琴并以私人的名义赠与中法教育会法方秘书长古洪，便对褚民谊当面质问，还打了褚民谊两个耳光。事后，褚民谊要将陈荩民遣送回国。经同学帮助，陈荩民转入底雄大学。1925年学成归国，历任北京高等师范学校兼北京大学教授、浙江省立第六中学校长、暨南大学、复旦大学等校教授。
抗日战争爆发后不久，日军占领上海。当时，陈荩民和妻子阎振玉分任上海育青中学的董事长、校长。他们克复困难，将学校迁至浙江天台。1939年，陈枣民任英士大学教授，后来兼任该校教务长及工学院院长。。国民政府行政院于1942年12月将浙江省立英士大学工学院改建为国立北洋工学院，陈荩民为代理院长。1943年起，历任北洋工学院院长、北洋大学理学院院长、国立北洋大学北平部主任。其间，他支持学生开展反蒋、反美的活动，营救被捕学生，拒绝聯合國善後救濟總署的救济。中国人民解放军攻占天津前夕，陈荩民反对迁校将学校迁往台湾，并与18位教授在报上发布公开信，呼吁城防司令陈长捷撤离天津。陈荩民因此而险些遭到逮捕。
中华人民共和国成立初期，陈荩民任北洋大学校务临时委员会主席。1950年起，陈荩民在北京定居，任北京工业学院教授兼校务委员会委员、中华人民共和国高等教育部高等数学教材编审委员会委员。文化大革命期间，1973年，陈荩民冒政治风险致信中华人民共和国国务院总理周恩来，建议加强高等学校的基础理论，特别是工程数学、应用数学的研究，获周恩来重视。
1981年3月7日，陈荩民在北京病逝。其骨灰安放于八宝山革命公墓。

## 著作
- 《非欧几何学》
- 《高等数学教程》
- 《高等数学基础》[1]